# Sécurité civile en Belgique
La sécurité civile belge (en néerlandais : civiele veiligheid) est l'organisme chargé de la protection et de l'aide à la population en Belgique. Elle est divisée en trois branches : 
- Une branche administrative: la direction générale,
- Deux branches opérationnelles: 
  - Les services régionaux d’incendie
  - La protection civile.

Tous dépendent du Service public fédéral Intérieur belge (anciennement ministère de l'intérieur), excepté l'aspect aide médicale urgente (grossièrement parlé: les « ambulances ») des corps de sapeurs-pompiers qui lui dépend du Service public fédéral Santé publique.
La sécurité civile est composée de 19 000 hommes et femmes[Quand ?], professionnels, volontaires et agents administratifs.

## Organisation

### La direction générale de la sécurité civile
La direction générale est la branche administrative de la sécurité civile belge. Elle s’occupe de la prévention, de la réglementation, de l’achat de matériel, de la formation et de l’inspection des deux branches opérationnelles que sont les services d'incendie et la protection civile (voir ci-après).

### Les services régionaux d'incendie

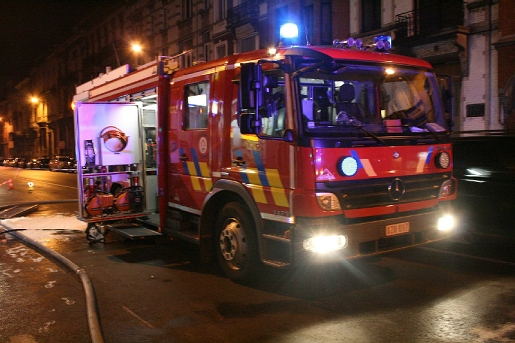
L'autopompe est le véhicule de base des pompiers belges. Ici un engin des pompiers de Bruxelles.

Les services régionaux d'incendie, ou simplement les sapeurs-pompiers (brandweer en néerlandais), sont les unités de première intervention de la sécurité civile belge. Ils interviennent pour l'urgence routinière tant au niveau des missions purement « pompiers » (incendies, accidents, sauvetage, pollution, inondations…) que de celles relevant de l'« aide médicale urgente » (grossièrement parlé: les ambulances urgentes). Il existe 251 corps de sapeurs-pompiers en Belgique, regroupant à peu près 5 000 professionnels et 12 000 volontaires, hommes et femmes.
Ils sont actuellement organisés sous la tutelle communale et dépendent donc du/des bourgmestre(s) de la/des commune(s) concernée(s). Mais la loi du 15 mai 2007 prévoit que la Belgique soit divisée en 34 zones de secours au vu de la Réforme de la sécurité civile belge. Ces nouvelles zones de secours devraient être opérationnelles en 2014. Le but de ces zones et de la réforme est de mieux coordonner les interventions des sapeurs-pompiers (surtout en cas de renforts d'autres corps d'incendie) ainsi que d'améliorer la formation des agents, de répartir plus équitablement les moyens et leur financement et d'améliorer le statut des hommes du feu.
Le numéro d'appel unique pour les joindre est le 112.

### La protection civile

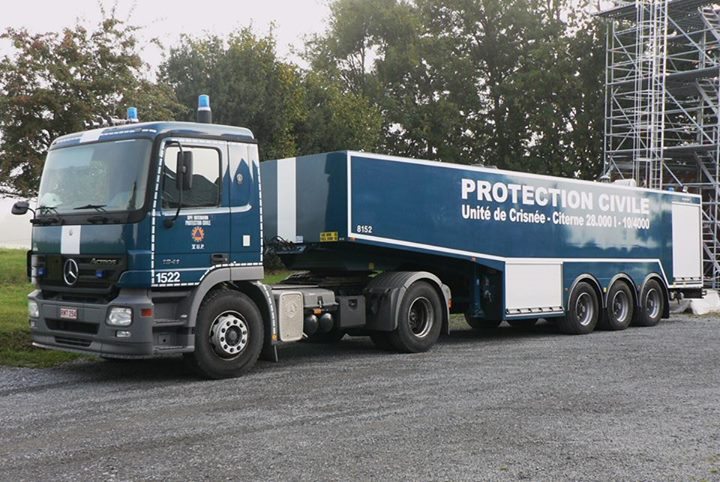
Camion citerne de 28000 litres d'eau de l'unité de protection civile de Crisnée.

La protection civile (civiele bescherming en néerlandais) (anciennement Défense passive) est l'unité opérationnelle spécifique de la sécurité civile. Elle dépend de l'État fédéral. Son but premier est l'appui en moyens lourds ou techniques en cas d'événements d'urgence exceptionnels, (à la différence des services d'incendie, qui, eux, assurent l'urgence de routine). Elle intervient principalement lors de catastrophes ou en appui des services d'incendies lors de grosses interventions. Elle se compose de 2 casernes réparties de manière géographiquement équitable sur tout le territoire belge : 1 en Région wallonne ([Crisnée]) et 1 en Région flamande (Brasschaat, Jabbeke et Liedekerke). Elle ne peut être requise que par les services d'incendie ou par les autorités communales, provinciales ou fédérales (il n'y a donc pas de numéro d'appel pour la protection civile).

## La réforme
Depuis la catastrophe de Ghislenghien en 2004, l'idée et le besoin d'une réforme de la sécurité civile belge est devenue omniprésente et les politiques s'y sont dès lors attablés. Celle-ci n'est, à l'heure actuelle, pas encore terminée (elle devrait l'être pour 2014) mais a débuté avec la loi du 15 mai 2007. Cette réforme a pour but d'accroître l'efficacité et la rapidité d'intervention des services d'incendie et des unités de la protection civile, notamment via la création de zones de secours (équivalent des actuelles Zones interpolice), de mieux coordonner les différents services actuels ainsi que d'améliorer la formation et le statut légal et juridique des agents, de répartir plus équitablement les moyens et leur financement et de créer des centres d'appels uniques pour l'urgence, via le numéro unique européen 112.

### Textes législatifs
- Loi du 15 mai 2007 concernant la réforme de la sécurité civile belge[2].